# 罗斯·凯斯
罗斯·凯斯（英語：Ross Case，1951年11月1日—），澳大利亚男子网球运动员，1969年成为职业球手。他曾获得澳大利亚网球公开赛男子双打冠军、温布尔登网球锦标赛男子双打冠军。他于1983年退役。